# Carlos Ascues
Carlos Antonio Ascues Ávila (Caracas, 19 giugno 1992) è un calciatore peruviano, nato in Venezuela, difensore dell'U. César Vallejo e della nazionale peruviana.

## Caratteristiche tecniche
Difensore centrale, può anche giocare come mediano.

## Carriera

### Club
Con l'Alianza Lima gioca 5 incontri di Libertadores. Nell'estate del 2012 il Benfica lo compra dall'Alianza Lima per poco meno di 250000 €, mettendolo in seconda squadra.
Il 23 luglio 2015 viene ufficializzato il suo trasferimento al Wolfsburg.

## Statistiche

### Cronologia presenze e reti in Nazionale
| Cronologia completa delle presenze e delle reti in nazionale ― Paraguay | Cronologia completa delle presenze e delle reti in nazionale ― Paraguay | Cronologia completa delle presenze e delle reti in nazionale ― Paraguay | Cronologia completa delle presenze e delle reti in nazionale ― Paraguay | Cronologia completa delle presenze e delle reti in nazionale ― Paraguay | Cronologia completa delle presenze e delle reti in nazionale ― Paraguay | Cronologia completa delle presenze e delle reti in nazionale ― Paraguay | Cronologia completa delle presenze e delle reti in nazionale ― Paraguay |
| Data                                                                    | Città                                                                   | In casa                                                                 | Risultato                                                               | Ospiti                                                                  | Competizione                                                            | Reti                                                                    | Note                                                                    |
| ----------------------------------------------------------------------- | ----------------------------------------------------------------------- | ----------------------------------------------------------------------- | ----------------------------------------------------------------------- | ----------------------------------------------------------------------- | ----------------------------------------------------------------------- | ----------------------------------------------------------------------- | ----------------------------------------------------------------------- |
| 6-8-2014                                                                | Lima                                                                    | Perù                                                                    | 3 – 0                                                                   | Panama                                                                  | Amichevole                                                              | 2                                                                       |                                                                         |
| 4-9-2014                                                                | Dubai                                                                   | Iraq                                                                    | 0 – 2                                                                   | Perù                                                                    | Amichevole                                                              | -                                                                       |                                                                         |
| 11-10-2014                                                              | Valparaíso                                                              | Cile                                                                    | 3 – 0                                                                   | Perù                                                                    | Amichevole                                                              | -                                                                       |                                                                         |
| 15-10-2014                                                              | Lima                                                                    | Perù                                                                    | 1 – 0                                                                   | Guatemala                                                               | Amichevole                                                              | 1                                                                       |                                                                         |
| 15-11-2014                                                              | Luque                                                                   | Paraguay                                                                | 2 – 1                                                                   | Perù                                                                    | Amichevole                                                              | -                                                                       | 67’                                                                     |
| 19-11-2014                                                              | Lima                                                                    | Perù                                                                    | 2 – 1                                                                   | Paraguay                                                                | Amichevole                                                              | 2                                                                       | 72’                                                                     |
| 3-6-2015                                                                | Lima                                                                    | Perù                                                                    | 1 – 1                                                                   | Messico                                                                 | Amichevole                                                              | -                                                                       | 22’                                                                     |
| 14-6-2015                                                               | Temuco                                                                  | Brasile                                                                 | 2 – 1                                                                   | Perù                                                                    | Coppa America 2015 - 1º turno                                           | -                                                                       |                                                                         |
| 19-6-2015                                                               | Valparaíso                                                              | Perù                                                                    | 1 – 0                                                                   | Venezuela                                                               | Coppa America 2015 - 1º turno                                           | -                                                                       |                                                                         |
| 21-6-2015                                                               | Temuco                                                                  | Colombia                                                                | 0 – 0                                                                   | Perù                                                                    | Coppa America 2015 - 1º turno                                           | -                                                                       |                                                                         |
| 26-6-2015                                                               | Temuco                                                                  | Bolivia                                                                 | 1 – 3                                                                   | Perù                                                                    | Coppa America 2015 - Quarti di finale                                   | -                                                                       |                                                                         |
| 30-6-2015                                                               | Santiago del Cile                                                       | Cile                                                                    | 2 – 1                                                                   | Perù                                                                    | Coppa America 2015 - Semifinale                                         | -                                                                       |                                                                         |
| 4-7-2015                                                                | Concepción                                                              | Perù                                                                    | 2 – 0                                                                   | Paraguay                                                                | Coppa America 2015 - Finale 3º posto                                    | -                                                                       |                                                                         |
| 5-9-2015                                                                | Washington                                                              | Stati Uniti                                                             | 2 – 1                                                                   | Perù                                                                    | Amichevole                                                              | -                                                                       |                                                                         |
| 9-9-2015                                                                | Harrison                                                                | Colombia                                                                | 1 – 1                                                                   | Perù                                                                    | Amichevole                                                              | -                                                                       |                                                                         |
| 8-10-2015                                                               | Barranquilla                                                            | Colombia                                                                | 2 – 0                                                                   | Perù                                                                    | Qual. Mondiali 2018                                                     | -                                                                       |                                                                         |
| 14-10-2015                                                              | Lima                                                                    | Perù                                                                    | 3 – 4                                                                   | Cile                                                                    | Qual. Mondiali 2018                                                     | -                                                                       |                                                                         |
| 14-11-2015                                                              | Lima                                                                    | Perù                                                                    | 1 – 0                                                                   | Paraguay                                                                | Qual. Mondiali 2018                                                     | -                                                                       |                                                                         |
| 18-11-2015                                                              | Salvador                                                                | Brasile                                                                 | 3 – 0                                                                   | Perù                                                                    | Qual. Mondiali 2018                                                     | -                                                                       | 73’                                                                     |
| 25-3-2016                                                               | Lima                                                                    | Perù                                                                    | 2 – 2                                                                   | Venezuela                                                               | Qual. Mondiali 2018                                                     | -                                                                       |                                                                         |
| 30-3-2016                                                               | Montevideo                                                              | Uruguay                                                                 | 1 – 0                                                                   | Perù                                                                    | Qual. Mondiali 2018                                                     | -                                                                       | 65’                                                                     |
| 15-10-2019                                                              | Lima                                                                    | Perù                                                                    | 1 – 1                                                                   | Uruguay                                                                 | Amichevole                                                              | -                                                                       | 79’                                                                     |
| 16-11-2019                                                              | Miami Gardens                                                           | Colombia                                                                | 1 – 0                                                                   | Perù                                                                    | Amichevole                                                              | -                                                                       | 90+2’                                                                   |
| 16-11-2022                                                              | Lima                                                                    | Perù                                                                    | 1 – 0                                                                   | Paraguay                                                                | Amichevole                                                              | -                                                                       | 16’                                                                     |
| 7-9-2023                                                                | Ciudad del Este                                                         | Paraguay                                                                | 0 – 0                                                                   | Perù                                                                    | Qual. Mondiali 2026                                                     | -                                                                       | 90’                                                                     |
| 22-3-2024                                                               | Lima                                                                    | Perù                                                                    | 2 – 0                                                                   | Nicaragua                                                               | Amichevole                                                              | -                                                                       | 73’                                                                     |
| Totale                                                                  |                                                                         | Presenze                                                                | 26                                                                      |                                                                         | Reti                                                                    | 5                                                                       |                                                                         |

## Palmares

### Competizioni nazionali
- Supercoppa di Germania: 1

Wolfsburg: 2015